# Browntown, Wisconsin
Browntown là một làng thuộc quận Green, tiểu bang Wisconsin, Hoa Kỳ. Năm 2006, dân số của làng này là 252 người.